# Imbringen
Imbringen (luxemburgiska: Amber lyssna (fil)) är en ort i kommunen Junglinster i Luxemburg. Orten hade 312 invånare (2018). Imbringen ligger vid floden Ernz Blanche, cirka 11 km nordost om staden Luxemburg.